# Nikita Alexandrowitsch Nekrassow
Nikita Alexandrowitsch Nekrassow (russisch Никита Александрович Некрасов, englische Transliteration Nikita Nekrasov; * 1973 in Moskau) ist ein russischer theoretischer Physiker, Professor der Russischen Akademie der Wissenschaften (2016), Forscher am Simons Center for Geometry and Physics (2022).
Nekrassow studierte ab 1989 am Moskauer Institut für Physik und Technologie (MIPT), wo er 1995 sein Diplom machte. Danach war er Kandidat am Institut für Theoretische und Experimentelle Physik (ITEP) in Moskau, studierte aber gleichzeitig ab 1994 an der Princeton University, wo er 1996 bei David Gross promovierte (Fourdimensional holomorphic theories). Seit 1995 ist er Senior Researcher am ITEP. Ab 1996 bis 1999 war er Junior Fellow der Harvard University und 1999 bis 2000 Robert Dicke Fellow der Princeton University. Ebenfalls ab 1999 war er am Kavli-Institut für Theoretische Physik der University of California, Santa Barbara (wo auch Gross ist), seit 2003 als Mitglied. Ab 2000 ist er außerdem ständiges Mitglied und Professor am IHES. 2003 war er Gastprofessor an der ETH Zürich.
Nekrassow befasst sich mit Stringtheorie und supersymmetrischen Eichfeldtheorien und ihr Zusammenhang mit integrablen Systemen. In der Seiberg-Witten-Theorie entwickelte er eine neue Methode, den niedrig-Energie Anteil der effektiven Wechselwirkung (Präpotential), der nichtstörungstheoretische Instanton Beiträge hat, zu berechnen.
Er war Invited Speaker auf dem ICM 2002 in Peking (Seiberg-Witten prepotential from instanton counting).
2004 erhielt Nekrassow den Hermann-Weyl-Preis und den Prix Jacques Herbrand. Für 2023 wurde ihm der Dannie-Heineman-Preis für mathematische Physik zugesprochen.